# Saint-Michel-le-Cloucq
Saint-Michel-le-Cloucq è un comune francese di 1 285 abitanti situato nel dipartimento della Vandea nella regione dei Paesi della Loira.

## Società

### Evoluzione demografica
Abitanti censiti